# Salwey
Die Salwey, manchmal auch Salweybach genannt, ist ein 14,8 km langer, linker Nebenfluss der Wenne in Nordrhein-Westfalen, Deutschland. Der Bach fließt im Osten des Kreises Olpe und im westlichen Hochsauerlandkreis.

## Geographie

### Verlauf
Die Salwey entspringt der Salweyquelle südwestlich von Weuspert an der Nordostflanke des 549,3 m hohen Sterlbergs auf einer Höhe von 497 m ü. NHN. 
Vorrangig nach Ostnordost fließend, durchfließt die Salwey die Ortschaften Obersalwey, Niedersalwey, Sieperting, Niedereslohe und Sallinghausen, um etwa 1 km östlich auf 284 m ü. NHN linksseitig in die Wenne zu münden.
Der Höhenunterschied auf seinem 14,8 km langen Weg beträgt 213 m, was einem mittleren Sohlgefälle von 14,4 ‰ entspricht. Die Salwey entwässert ein 67,939 km² großes Einzugsgebiet über Wenne, Ruhr und Rhein zur Nordsee.

### Zuflüsse
Der Salwey fließen von den Hängen der umliegenden Höhen zahlreiche, teils sehr kurze Bäche zu. Wichtigster Nebenfluss ist der 10,4 km lange Esselbach. Dieser von Süden zufließende Bach mündet, nachdem er Eslohe durchflossen hat, bei Niedereslohe. Mit einem 26,633 km² großen Einzugsgebiet trägt er zu etwa 4/10 zu dem der Salwey bei. Mit einer Länge von 9,1 km und einem Einzugsgebiet von 15,720 km² ist noch die Marpe nennenswert. Im Folgenden werden die Nebenflüsse in der Reihenfolge von der Quelle zur Mündung genannt, die von der Bezirksregierung Köln (ehemaliges Landesvermessungsamt) geführt werden. Angegeben ist jeweils die orografische Lage der Mündung, die Länge, die Größe des Einzugsgebiets, die Höhenlage der Mündung und die Gewässerkennzahl.
| Name                | Lage   | Länge in km | EZG in km² | Mündungshöhe in m ü. NHN | GKZ       |
| ------------------- | ------ | ----------- | ---------- | ------------------------ | --------- |
| Ilsenbergsiepen     | links  | 1,0         |            | 430                      | 276168112 |
| Schliprüthener Bach | rechts | 1,1         |            | 390                      | 276168114 |
| Hebbeckebach        | links  | 1,4         |            | 366                      | 27616812  |
| Romkebach           | rechts | 1,6         |            | 363                      | 27616814  |
| Sandsiepenbach      | links  | 2,0         |            | 343                      | 27616816  |
| Wengenbach          | links  | 0,9         |            | 327                      | 27616818  |
| Marpe               | rechts | 9,1         | 15,720     | 317                      | 2761682   |
| Dümpelsiepen        | links  | 1,2         |            | 312                      | 27616832  |
| Esselbach           | rechts | 10,4        | 26,633     | 296                      | 2761684   |

## Natur und Umwelt

### Schutzgebiete
Der Lauf der Salwey im Gemeindegebiet Eslohe ist außerhalb der Ortslagen meist als Landschaftsschutzgebiet Typ C (Wiesentäler und bedeutsames Extensivgrünland) ausgewiesen. Dabei handelt es sich um das Landschaftsschutzgebiet Salwey von westlich Ketten Wulf bis Sallinghausen mit Mündungsbereich des Esselbaches und das Landschaftsschutzgebiet Salwey von Plangebietsgrenze bei Schliprüthener Mühle bis östlich Sieperting. Der Unterlauf kurz nach Sallinghausen ist Teil des Naturschutzgebiets Wennetal und gleichzeitig auch als FFH-Gebiet Wenne ausgewiesen worden.

### Brutvögel
An der Salwey wurden bisher Eisvogel, Wasseramsel, Gebirgsstelze und Stockente als Brutvögel nachgewiesen. Als Nahrungsgäste treten Fischreiher und Schwarzstorch auf.